# عبدالله حاجیانی
عبدالله حاجیانی (زادهٔ ۱۳۳۴ - درگذشته ۶ فروردین ۱۳۹۸)، از رجل سیاسی جنوب کشور، مدیر سابق اداره کار و اشتغال منطقه اقتصادی انرژی پارس بود و در دوره‌های پنجم و ششم، سابقه نمایندگی مردم شهرستان‌های جنوب شرقی استان بوشهر در مجلس شورای اسلامی را در کارنامه خود داشت.
حاجیانی در اوایل انقلاب ریاست سازمان تبلیغات اسلامی استان بوشهر را به عهده داشت. پس از آن عهده‌دار امامت جمعه موقت مرکز استان و امامت جمعه شهرستان دیر گردید. سپس دو دوره متوالی در مجلس پنجم و ششم، نماینده مردم شهرستان‌های جنوب شرقی استان بوشهر در مجلس شورای اسلامی و عضو کمیسیون انرژی مجلس بود. پس از آن تاکنون مشاور مدیرعامل سازمان منطقه ویژه اقتصادی انرژی پارس در عسلویه را بر عهده داشت. او در تمام مدت تحصیلات خود را تا مقطع دکترا ادامه داده بود. وی در دو سال اخیر چند بار به عنوان امام جمعه موقت به اقامه نماز جمعه موطن خود، شهر آبدان بود.

## درگذشت
وی در ۶ فروردین ۱۳۹۸ درگذشت.